# مونت‌کارول (ایلینوی)
مونت‌کارول، ایلینوی (به انگلیسی: Mount Carroll, Illinois) یک شهر در ایالات متحده آمریکا با جمعیت ۱٬۸۳۲ نفر است که در ایلی‌نوی واقع شده‌است.